# 塞勒斯峰
47°07′25″N 11°22′54″E / 47.12361°N 11.38167°E

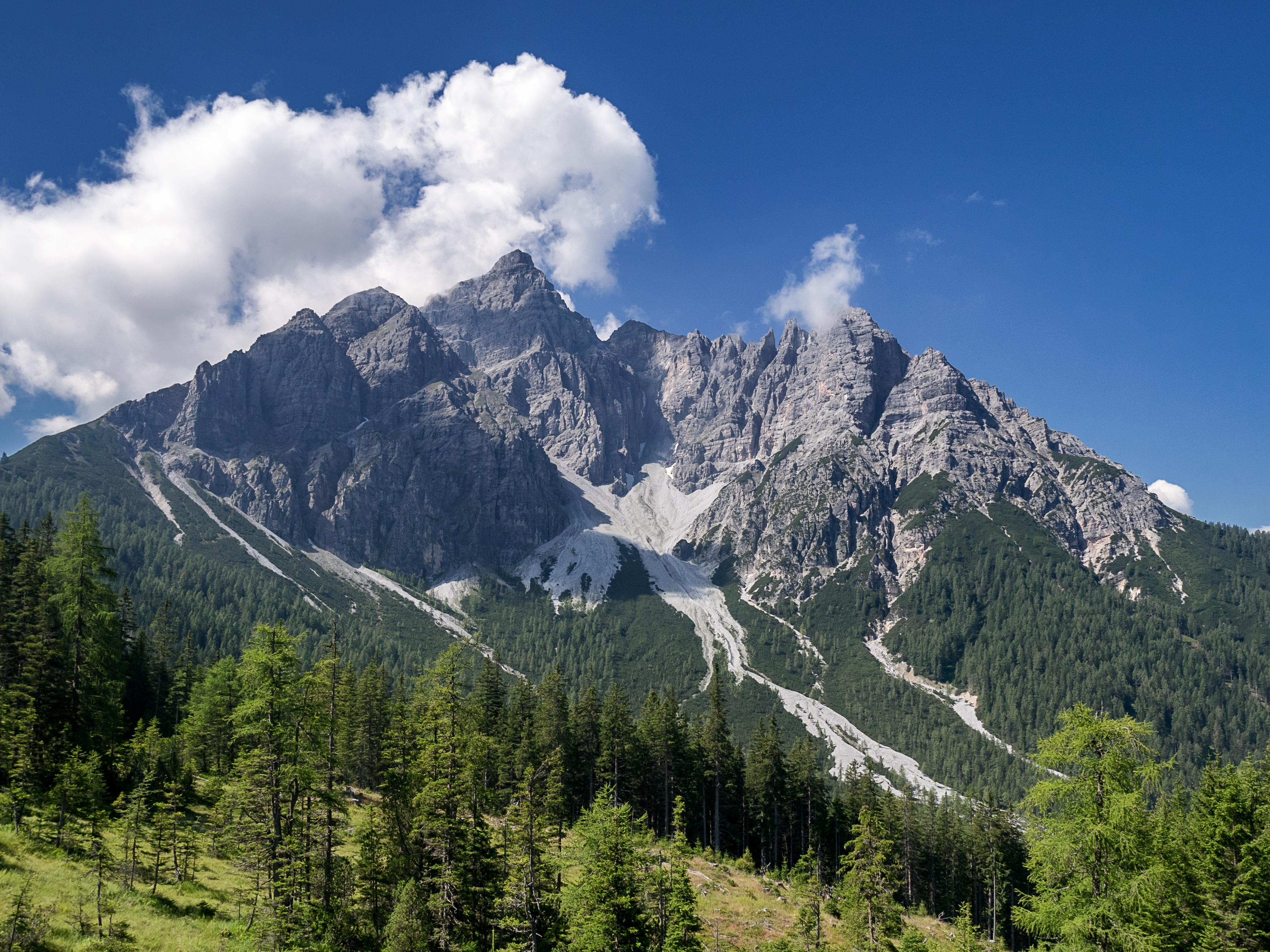

塞勒斯峰（德語：Serles），是奧地利蒂羅爾州的山峰，位於該國西部，屬於施圖拜山的一部分，海拔高度2,718米，人類在1579年首次登上該山峰。